# Helodermatidae
Helodermatidae este o familie de șopârle (genul Heloderma). Speciile din această familie trăiesc în regiunile de deșert din America de Nord. Familia este reprezentată  prin două specii veninoase, ele fiind singurele șopârle veninoase din lume. Prin mușcătură pot produce leziuni toxice serioase fiind periculoase și pentru om.

## Caractere morfologice
Capul șopârlelor este ușor teșit (lățit), gâul este scurt și corpul are o formă cilindroidă, animalul are picioare scurte. Coada este groasă și rotundă ea măsoară ca. 2/3 din lungimea corpului. Helodermatidaele au lungimea corpului între 60 și 80 de cm.
Solzii șopârlelor au un aspect  crustos, crustele fiind alcătuite din plăci cornoase. Pe partea ventrală corpul este neted fără cruste. Specific este culoarea petelor portocalii de pe partea dorsală care sunt în contrast cu desenul dungilor de culoare închisă, acest caracter morfologic atrage atenția că avem de-a face cu o specie veninoasă. Dinții Helodermatidaelor sunt dinți ușor încovoiați spre interior ceace face ca parda să nu mai poată scăpa. Dinții de pe maxilarul înferior au un șanț pe care se scurge veninul produs de o glandă submandibulară care are o dimensiune de 40 x 5 mm.

## Arealul de răspândire, mod de viață
Cele două specii „Heloderma horridum” și „Heloderma suspectum” au arealul de răspândire în regiunea din sudul statului Nevada, sud-estul statului Utah, deșertul Sonora până în nord-vestul Mexicului. Animalele trăiesc în regiuni aride cu preciptații rare de deșert și semideșert.
Șopârlele din această familie sunt mai ales noaptea active, ziua în funcție de anotimp stau ascunse sub pietre, în grote, sau ies la vânătoare. Hrana lor constă din rozătoare mici, pui sau ouă de păsări. Prada este descoperită de la distanțe relativ mari cu ajutorul simțului olfactiv care este situat în limbă sau în organul lui Jacobson din septumul nazal (vomer). Prada este omorâtă prin mușcătură, dar nu întotdeauna este folosită și otrava. Rezervele de hrană se depozitează în coadă sub formă de grăsime, ceace le permite să poată trăi câteva luni fără hrană.

## Reproducție
Femela depune după împerechere până la 13 ouă rotunde în găuri umede; la circa 30 de zile eclozează puii care au o mărime de 20 cm. Datorită culorii lor de avertizare a toxicității nu sunt vânate de multe animale, cu excepția coiotului, păsărilor răpitoare și omului. Șopârlele pot atinge vârsta de peste 20 de ani.

## Toxicitate
După ce a mușcat prada și a injectat otrava, șopârla nu lasă victima ci prin mișcări de masticație face o masare pentru difuzarea toxicului în corpul pradei. Simptomele cauzate de mușcătura veninoasă sunt o durere intensă la locul mușcăturii, inflamare, edem, greață vărsături, cianoza locală și a extremităților, ridicarea temperaturii corporale și a presiunii sanguine. Moartea este cauzată prin acțiunea toxicului asupra sistemului nervos central cu paralizia centrului respirator. Toxicul este folosit de animal numai în apărare foarte rar la vânătoare. Din acest toxic care este glucoproteină s-a separat o fracțiune care se folosește la tratamentul diabetului melitus.